# 終わらない悪夢と新たな旅
「終わらない悪夢と新たな旅」（おわらないあくむとあらたなたび、原題 : "Resolution"）は、イギリスのSFドラマ『ドクター・フー』のエピソード。エグゼクティブ・プロデューサーのクリス・チブナルが脚本を、ウェイン・イップが監督を担当し、2019年1月1日に BBC One で初放送された。伝統的に続いてきたクリスマススペシャルではなく新春スペシャルであると共に、2019年に放送された唯一のエピソードとなった。視聴者数は713万人であった。

## あらすじ
年越しの瞬間を何度も繰り返し楽しんでいた13代目ドクター（演:ジョディ・ウィテカー）らは、シェフィールドでエイリアンが暗躍していると知る。9世紀に当時の人類の三勢力によって封印されたエイリアンは、考古学者により体の一部が発掘されたことで復活し、下水道に退避して女性研究者に憑りつき、彼女を傀儡にして外殻の形成を目論む。
エイリアンの正体はダーレクの偵察兵であり、ドクターは艦隊を呼ばれる前に退治を決意する。イギリスの欧州連合離脱による貿易摩擦を受けて対エイリアン組織のUNITは無期限の凍結状態にあり、ドクターは独力でダーレクを追うが、部品を手に入れたダーレクはイギリス陸軍が傷一つつけることができずに壊滅するほどの強さを誇り、艦隊の招集は時間の問題であった。
一方、ライアン・シンクレア（演:トシン・コール）を彼の父アーロン（演:ダニエル・アデグボーイエガ）が訪ねていた。アーロンはグレースの葬儀に出席しなかったことをライアンや義理の祖父グレアム・オブライエン（演:ブラッドリー・ウォルシュ）から責められるが、偶然にもターディスに乗り込んでしまい、政府通信本部でのダーレクとの戦闘に巻き込まれる。アーロンの開発していたオーブンレンジの技術が艦隊召集前にダーレクの外殻破壊に貢献し、さらに生身のダーレクに寄生されたところをライアンに救出され、親子は絆を取り戻す。

## 製作

### 開発
2005年の「クリスマスの侵略者」以来『ドクター・フー』新シリーズでは毎年クリスマススペシャルが放送されてきたが、2017年の「戦場と二人のドクター」が最後となり、伝統的なスペシャルエピソードは2019年元日に移されることになった。エピソードタイトルは2018年12月8日に "Resolution" として明かされた。
チブナルは「終わらない悪夢と新たな旅」を含む第11シリーズの撮影の間に、ダーレクが登場することはないという旨の発言をしていた。しかし2018年12月25日にBBCは新春スペシャルにダーレクが登場すると明かした。

### 撮影
「終わらない悪夢と新たな旅」は第11シリーズと共に撮影された。

### 配役
2018年12月6日にBBCはシャーロット・リッチー、ニケシュ・パテル、ダニエル・アデグボーイエガが順に考古学者リン、考古学者ミッチー、父アーロン役で出演することを発表した。

### プロモーション
本作の最初の予告編は第11シリーズ最終話「創造主と復讐」の放送後に公開された。

## 放送と反応
| 専門評論家によるレビュー           | 専門評論家によるレビュー |
| レビュー・スコア                   | レビュー・スコア         |
| 出典                               | 評価                     |
| ---------------------------------- | ------------------------ |
| エンターテインメント・ウィークリー | A-                       |
| ニューヨーク・マガジン             | [ 9 ]                    |
| ラジオ・タイムズ                   | [ 10 ]                   |
| The A.V. Club                      | A-                       |
| デイリー・テレグラフ               | [ 12 ]                   |
| ガーディアン                       | [ 13 ]                   |
| インデペンデント                   | [ 14 ]                   |
| タイムズ                           | [ 15 ]                   |
| TV Fanatic                         | [ 16 ]                   |

### 放送
「終わらない悪夢と新たな旅」は2019年に放送された唯一の『ドクター・フー』のエピソードである。続く第12シリーズは2020年に放送された。「新生ドクター、地球に落ちる」と同様に本作にはオープニングタイトルがなかった。
日本では2019年4月19日にHuluで字幕版・吹替版共に配信が開始された。

### レーティング
「終わらない悪夢と新たな旅」のその晩の視聴者数は515万人で、番組視聴占拠率は22.4%、イギリスの全チャンネルにおいてその晩では第4位となった。しかし、これは『ドクター・フー』の年一回のスペシャルエピソードの中では最低記録であった。合計視聴者数は713万人で、その週にイギリスで視聴された全番組中で第14位となり、Audience Appreciation Index は80を記録した。
オーストラリアではタイムシフト視聴者を加えて42万4000人が視聴した。

## ホームメディア
「終わらない悪夢と新たな旅」は単独でDVDとブルーレイディスクがリージョン2/Bで2019年2月18日に、リージョン1/Aで2月19日に、リージョン4/Bで3月6日に発売された。2020年5月4日に発売されたリージョン2/Bの『ドクター・フー』第12シリーズのボックスセットには本作も同梱されたが、リージョン1/Aのボックスセットには同梱されなかった。
日本では2019年6月7日に『ドクター・フー リボーン』という邦題でKADOKAWAから第11シリーズのDVDボックスが発売され、本作もそれに同梱された。特典映像には「『終わらない悪夢と新たな旅』制作の舞台裏」と「ダーレクの再生」という2本の関連映像が収録された。

## サウンドトラック
セーガン・アキノラが作曲した本作に由来する2本のトラックが第11シリーズのサウンドトラックに収録されており、2019年1月11日にシルビア・スクリーン・レコーズより発売された。